# Орден «Ана Бетанкур»
Орден «Ана Бетанкур» — государственная награды Республики Кубы. Учреждён Государственным Советом Кубы в декабре 1979 года. Назван в честь кубинской патриотки Аны Бетанкур (1832—1901).
Вручается гражданкам Кубы и иностранных государств за верность идеалам революции и интернационализма, за выдающиеся успехи в труде, укреплении обороноспособности страны и учёбе.
| Планка (1974—1979) | Планка с 1979 года |
|                    |                    |